# ثائر حمايل
ثائر حمايل واسمه ثائر عبد الهادي علي حمايل (13 مايو 1978) هو فلسطيني والرئيس التنفيذي لأول شركة فلسطينية خاصة بخدمات الدفع الإلكتروني. يشغل حمايل عضوية مجلس إدارة وأمين الصندوق في إنجاز فلسطين، وشغل منصب مدير إدارة الأفراد والفروع في بنك فلسطين.

## حياته
تلقى حمايل تعليمه الجامعي في جامعة النجاح الوطنية وحصل منها على شهادة البكالوريوس في إدارة الأعمال من كلية الاقتصاد والعلوم الإدارية عام 2000، ثم حصل على درجة الماجستير من جامعة بيرزيت عام 2014 في تخصص إدارة الأعمال.